# Cyanotis burmanniana
Cyanotis burmanniana är en himmelsblomsväxtart som beskrevs av Robert Wight. Cyanotis burmanniana ingår i släktet Cyanotis och familjen himmelsblomsväxter. Inga underarter finns listade.